# Pântecani
Pântecani – wieś w Rumunii, w okręgu Braiła, w gminie Galbenu. W 2011 roku liczyła 192 mieszkańców.